# Instituto Brasileiro da Ecologia e Meio Ambiente
O Instituto Brasileiro da Ecologia e Meio Ambiente (IBEMA) é uma organização não-governamental com sede em São Paulo (SP, Brasil), que combate e fiscaliza a degradação ambiental. Desenvolve suas ações em todo o Brasil, por meio de seus membros associados e voluntários.
Atua em questões relacionadas à preservação do meio ambiente e desenvolvimento sustentável, com campanhas dedicadas às áreas de florestas (Amazônia no Brasil), clima, nuclear, oceanos, engenharia genética, substâncias tóxicas e energia renovável passando informações precisas, corretas e concretas das leis ambientais, florestais e minerais para a ciência da cidadania.
O IBEMA faz constantes contatos com o Ministério do Meio Ambiente; Câmara Federal; Comando Geral da Polícia Militar etc, colocando-se a disposição para SOMAR, ajudar em tudo que nos forem solicitados, dentro de sua alçada, na melhor forma de direito. Grande parte dos trabalhos desenvolvidos pelo IBEMA é fotografado e filmados pelos próprios componentes, pois a intenção é de passar aulas ecológica / ambiental, de acordo com a Lei nº 9795 de 24 de abril de 1999, para que a cidadania veja em palestras, fotos e vídeos, o que não se deve fazer com nossas Matas – Florestas – Rios – Mares – Represas – Lagos – Reservatórios etc, ensinando e conscientizando o povo a respeitar a Natureza.

## Missão do IBEMA
O trabalho do IBEMA consiste em ajudar o Brasil na fiscalização das Leis ambientais, florestais e minerais, denunciando aos órgãos competentes toda e qualquer degradação a Natureza: Desmatamento – Pesca irregular e/ou predatória – Compra e venda de Aves e Animais Silvestres etc, pois o País não tem fiscais suficiente para estar em todos os lugares onde a degradação mantém um ritmo crescente, e cabe a todos os Brasileiros a ajuda e a Cooperação nesse sentido, onde o IBEMA, através de seus componentes, esta fazendo a sua parte.

## A Constituição Brasileira e o Meio Ambiente
A Constituição Federal de 1988 foi a primeira disposição de realmente se envolver na proteção do ambiente, reservando um capítulo inteiro sobre este assunto. De acordo com o seu artigo 225, todos os indivíduos têm o direito de desfrutar de um ambiente ecologicamente equilibrado, considerado como um bem de uso comum e essencial à sadia qualidade de vida, enquanto que tanto o governo como a sociedade são responsáveis pela sua proteção e preservação para o presente e gerações futuras. (Art 255 - Todos têm direito ao meio ambiente ecologicamente equilibrado, bem de uso comum do povo e essencial à sadia qualidade de vida, impondo-se ao poder público e à coletividade o dever de defendê-lo e preservá-lo para as presentes e futuras gerações.)
A proteção do ambiente também depende de outros instrumentos constitucionalmente estabelecidos, como o EIA/RIMA -Estudo de Impacto Ambiental e o relatório desse estudo, a criação de áreas protegidas e do processo de licenciamento ambiental, bem como a responsabilidade ambiental em três níveis diferentes: civis, penais e administrativos. Além disso, nos termos dos artigos 23, 129, III e 170, IV, da Constituição Federal: (i) todos os níveis do governo tem responsabilidade conjunta para proteger o meio ambiente e controle da poluição, (ii) o Ministério Público tem o poder para realizar investigações e arquivar o processo correspondente, a fim de proteger o meio ambiente e, (iii) todas as atividades econômicas e uso da terra no Brasil devem respeitar os princípios da proteção do ambiente.
Embora seja uma palavra polêmica, fiscalização de acordo com os dicionários, diz o seguinte; Fiscalizar: Vigiar – Estar de sentinela – Observar atentamente – Observar as ocultas – Espreitar etc, tanto que até o ex-Ministro do Meio Ambiente José Sarney Filho, em seu pronunciamento a nação no dia mundial do Meio Ambiente em 5 de junho de 1999, pediu ao povo que ajude a fiscalizar o Meio Ambiente.
Quem pensa que fiscalização é poder de polícia, ou atividade estatal indelegável a particulares, esta redondamente equivocado, enganado, ou no mínimo desinformado, pois como vimos anteriormente no "Aurélio", fiscalizar quer dizer: Vigiar; Estar de sentinela; Observar atentamente; Observar as ocultas; Espreitar etc, tanto que até a resolução CONAMA 003/88 trata especificamente sobre esse assunto.
Conforme o Art 255 que coloca a sociedade também responsável pelo ambiente ecologicamente equilibrado e, o decreto-lei n.º 3.689 de 03/10/1.941, livro I, título IX, capítulo I, artigo 301 do código de processo penal que diz que: Todo cidadão "pode", e os agentes policiais "devem", prender quem quer que seja encontrado em flagrante delito, deixa claro então que fiscalização não é um poder estatal, nem tão pouco um poder da polícia. Fiscalização é um Direito, uma Obrigação, um Dever de todo cidadão para se fazer valer de sua cidadania perante a um ato ilícito constatado. Agora, não se pode confundir "Fiscalização com Autuação". Autuação, é um poder de Polícia, e só os órgãos públicos: Federais – Estaduais ou Municipais e de seus agentes, podem fazê-lo, fora disso, ai sim, constitui atividade ilegal com crime previsto no Art. 328 do Código Penal: Usurpação de função Pública.

## Presidentes do IBEMA
| Years | Name            |
| ----- | --------------- |
| 1995- | Valdecy Martins |

## As Leis de Proteção Ambiental
De uma maneira geral, o licenciamento ambiental (L.A) é o principal instrumento de gestão ambiental, em conjunto com a (L.I) - Licença de instalação, (L.O) Licença de operação. A este respeito, o artigo 10 da Lei Federal nº 6.938 / 1981 estabelece que "a construção, instalação, ampliação e operação de atividades estabelecimentos que utilizam recursos ambientais, ou que são considerados efetivos ou potencialmente poluidoras ou que pode causar, em qualquer forma, degradação ambiental depende de licenciamento ambiental". Além disso, no caso de atividades que possam causar significativo impacto ambiental, para o empreendedor deve elaborar uma (A.I.A) - Avaliação de Impacto Ambiental anterior, conforme estabelecido no artigo 225, IV, da Constituição Federal brasileira. De acordo com a Resolução CONAMA nº 01/1986, várias atividades estão sujeitas à obrigação de elaborar o (EIA/RIMA) Estudo de Impacto Ambiental, tais como: i) vias férreas; ii) minerais, portos e terminais de petróleo e produtos químicos; iii) dos aeroportos; e outros. No entanto, o órgão ambiental competente poderá exigir que o estudo ambiental prévio para outras atividades que não sejam expressamente estabelecidos no âmbito CONAMA nº 01/1986 resolução.
Por outro lado, considerando-se áreas específicas, a legislação ambiental pode determinar certas exigências ambientais específicas. Por exemplo, o artigo 12 da Lei Federal nº 12,651 / 2012 estabelece que as propriedades rurais devem manter um percentual mínimo legal de área com vegetação nativa em 20%, conhecida como Reserva Legal.					
As Leis da Natureza são amplas para que se tenham uma ideia, aqui estão algumas delas:
```
   
Lei n.º 4.771 de 15/09/65
; - Revogada pela 
Lei nº 12.651, de 2012
, alterada pela 
Lei nº 12.727, de 17 de outubro de 2012.

   
Lei n.º 5.197 de 03/01/67
;
   
Lei n.º 6.902 de 27/04/81
;
   
Lei n.º 6.938 de 31/08/81
 -> define a Política Nacional do Meio Ambiente e é reforçada pela Constituição Federal de 1988. A Política Nacional do Meio Ambiente tinha expressamente estabelecido o processo de licenciamento ambiental e à responsabilidade civil por danos ambientais
   
Lei n.º 7.347 de 24/07/85
;
   
Lei n.º 7.563 de 19/12/86
;
   
Lei n.º 7.661 de 16/05/88
;
   
Lei n.º 7.679 de 23/11/88
 - Revogada pela 
Lei nº 11.959, de 29 de junho de 2009
;

   
Lei n.º 7.735 de 22/02/89
 - Alterado pela 
Lei nº 11.516, de 28 de agosto de 2007
;

   
Lei n.º 7.754 de 14/04/89
 - Revogada pela 
Lei nº 12.651, de 25 de maio de 2012
;
 
   
Lei n.º 7.797 de 10/07/89
;
   
Lei n.º 9.433 de 1997
 -> que afirma a Política Nacional de Recursos Hídricos e regula o regime de uso da água no Brasil;
   
Lei n.º 9.795 de 27/04/99
;
   
Lei n.º 9.966 de 2000
;
   Lei n.º 9.985 de 2000;
   Decreto-Lei n.º 1413 de 14 de agosto de 1975;
   Decreto-Lei n.º 1809 de 7 de outubro de 1980 - Revogado pela 
Lei nº 12.731, de 21 de novembro de 2012;

   Decreto-Lei n.º 221 de 28 de fevereiro de 1967 - Revogado pela lei 
Lei nº 11.959, de 29 de junho de 2009;

   Decreto n.º 70.186 de 23 de fevereiro de 1972;
   Decreto n.º 90.347 de 23 de outubro de 1984;
   Decreto n.º 91.887 de 5 de novembro de 1985;
   Decreto n.º 98.914 de 31 de janeiro de 1990; - Revogado pelo Decreto n.º 1.922 de 5 de junho de 1996;
   Decreto n.º 750 de 10 de fevereiro de 1993 - Revogado pelo 
Decreto nº 6.660, de 21 de novembro de 2008;

   Decreto n.º 3.179 de 21 de setembro de 1999 - Revogado pelo 
Decreto nº 6.514, de 22 de julho de 2008 - alterado pelo Decreto nº 6.686, de 10 de dezembro de 2008.
```

Além das Leis, Decretos-Leis e Decretos listados acima, ainda existem muitos outros. O último Decreto listado acima é o que regulamentou a nova Lei da Natureza n.º 9.605 de 12/02/1998 e que é, atualmente, o principal instrumento legal sobre crimes ambientais e passivos administrativos, bem como estabelece as sanções aplicáveis aos mais de 60 tipos de crimes contra o meio ambiente. O Decreto Federal 6.514 de 22/07/2008, que regulamenta a Lei Federal 9.605 de 12 de fevereiro de 1998, e fornece mais de 100 normas legais, as violações de que são administrativamente punível com advertências, multas, restrições de direito, e eventual previsão criminal e danos civis;
```
E a 
Lei n.º 12.651 de 25/05/2012
, também conhecido como o Novo Código Florestal Brasileiro, que regula a proteção Florestal, as Reservas Legais e as áreas de preservação permanente, especialmente desempenhando um papel fundamental nas áreas rurais.
```

## Órgãos Governamentais
- Ministério do Meio Ambiente (MMA), criado em novembro de 1992, tem como missão promover a adoção de princípios e estratégias para o conhecimento, a proteção e a recuperação do meio ambiente, o uso sustentável dos recursos naturais, a valorização dos serviços ambientais e a inserção do desenvolvimento sustentável na formulação e na implementação de políticas públicas, de forma transversal e compartilhada, participativa e democrática, em todos os níveis e instâncias de governo e sociedade.
- IBAMA (Instituto Brasileiro do Meio Ambiente e dos Recursos Naturais Renováveis) - é uma autarquia federal dotada de personalidade jurídica de direito público, autonomia administrativa e financeira, vinculada ao Ministério do Meio Ambiente, conforme Art. 2º da Lei nº 7.735, de 22 de fevereiro de 1989;
- ICMBio (Instituto Chico Mendes de Conservação da Biodiversidade) é uma autarquia em regime especial. Criado dia 28 de agosto de 2007, pela Lei 11.516, o ICMBio é vinculado ao Ministério do Meio Ambiente e integra o Sistema Nacional do Meio Ambiente (Sisnama). Cabe ao Instituto executar as ações do Sistema Nacional de Unidades de Conservação, podendo propor, implantar, gerir, proteger, fiscalizar e monitorar as UCs instituídas pela União. Cabe a ele ainda fomentar e executar programas de pesquisa, proteção, preservação e conservação da biodiversidade e exercer o poder de polícia ambiental para a proteção das Unidades de Conservação federais.;
- CONAMA (Conselho Nacional do Meio Ambiente) - é o órgão consultivo e deliberativo do Sistema Nacional do Meio Ambiente-SISNAMA, foi instituído pela Lei 6.938/81, que dispõe sobre a Política Nacional do Meio Ambiente, regulamentada pelo Decreto 99.274/90;
- CGEN (Conselho de Gestão do Patrimônio Genético) - O CGEN, órgão de caráter deliberativo e normativo criado pela MP no 2.186-16 no âmbito do Ministério do Meio Ambiente, é integrado por representantes de 19 órgãos e entidades da Administração Pública Federal (Ministério do Meio Ambiente; Ministério da Ciência e Tecnologia; Ministério da Saúde; Ministério da Justiça; Ministério da Agricultura, Pecuária e Abastecimento; Ministério da Defesa; Ministério da Cultura; Ministério das Relações Exteriores; Ministério do Desenvolvimento, Indústria e Comércio Exterior; IBAMA; Instituto de Pesquisa Jardim Botânico do Rio de Janeiro; CNPq; Instituto Nacional de Pesquisa da Amazônia; Instituto Evandro Chagas; Embrapa; Fundação Oswaldo Cruz, Funai, Instituto Nacional de Propriedade Industrial, Fundação Cultural Palmares) com direito a voto.; e
- CNBS (Conselho Nacional de Biossegurança) - Fixar princípios e diretrizes para a ação administrativa dos órgãos e entidades federais com competências sobre a matéria; Analisar, a pedido da CTNBio, quanto aos aspectos da conveniência e oportunidade socioeconômicas e do interesse nacional, os pedidos de liberação para uso comercial de OGM e seus derivados; Avocar e decidir, em última e definitiva instância, com base em manifestação da CTNBio e, quando julgar necessário, dos órgãos e entidades referidos no art. 16 desta Lei, no âmbito de suas competências, sobre os processos relativos a atividades que envolvam o uso comercial de OGM e seus derivados.

## Ver  também
- Sustentabilidade
- Listas de organizações ambientais